# Буева, Людмила Пантелеевна
Людми́ла Пантеле́евна Бу́ева (13 ноября 1926, село Щучье, Воронежская губерния — 7 мая 2020, Москва) — советский и российский философ

. Доктор философских наук (1968), профессор, главный научный сотрудник Института философии РАН, академик РАО (1989).

## Биография
В 1950 году окончила философский факультет Московского государственного университета имени М. В. Ломоносова, в 1955 году там же аспирантуру и защитила диссертацию на соискание учёной степени кандидата философских наук по теме «Общественно-экономические условия осуществления политехнического обучения».
Работала ассистентом кафедры философии Сталинградского педагогического института, затем вернулась в Московский государственный университет на кафедру философии гуманитарных факультетов, где работала до 1975 года в качестве преподавателя, затем доцента, а с 1970 года — профессора. В 1998—2004 годах профессор философского факультета МГУ.
В 1968 году в МГУ имени М. В. Ломоносова защитила диссертацию на соискание учёной степени доктора философских наук по теме «Социальная среда и личность».
На протяжении многих лет работала в Институте философии АН СССР РАН Академии наук СССР: заведующая сектором философских проблем личности, заместитель директора института, заведующая отделом философских проблем общественного сознания, заведующая лабораторией философских проблем человека, главный научный сотрудник Института философии РАН.
С 27 января 1989 года академик Академии педагогических наук СССР, в 1990—1991 годах академик-секретарь отделения «Образование и культура».
Основные труды Буевой посвящены философским проблемам человека и формирования личности.

## Основные работы
Книги
- Формирование индивидуального сознания в процессе перехода к коммунизму. М.: Изд-во МГУ, 1965;
- Социальная среда и сознание личности. М., 1968;
- «Социальная среда и формирование гармонической личности» (1971);
- Человек: деятельность и общение. М., 1978;
- Общественный прогресс и гуманизм. М., 1985;
- Человеческий фактор: новое мышление и новое действие. 1988;
- Человек как высшая ценность и главное богатство общества. М., 1991;

Статьи
- Общение и общественные отношения как факторы нравственного формирования личности // Проблемы нравственного воспитания. М., 1977;
- Общение как фактор развития личности: (Социально-нравственный аспект). [В соавт.] // Социологические исследования. М., 1982;
- Общественный прогресс и развитие человека. Диалектика развития личности // Материалистическая диалектика как общая теория развития. М., 1987;
- Человек и общественный прогресс // «Вопросы философии» 1988. № 3;
- Гуманизация социализма: проблемы и перспективы // Социализм: теория, практика, уроки. М., 1990;
- Диалектика социального и индивидуального в развитии личности // Философия и социология науки и техники. М., 1990;
- Философия как отношение человека к миру // Философское сознание: драматизм обновления. М., 1991;
- Деструкция природной и социокультурной среды и феномен дезорганизованной личности // Биополитика. T.IV. Афины, 1992 (на англ. яз.);
- Человек, культура и образование в кризисном социуме // Философия образования. М., 1996;
- О методологической и мировоззренческой роли философии в познании человека // Совещание по философским проблемам медицины. М., 1996;
- Культура и образование: проблемы взаимодействия // «Вопросы философии» 1997. № 2;
- Диониссийство как культурно-антропологическая проблема (вариации на темы Вяч. Иванова) // Вяч. Иванов. Архивные материалы исследования. М., 1998.
- Круглый стол «Что такое стабильное общество?» // Вестник аналитики. — 2011. — № 1 (43). — С. 45-122.
- Круглый стол «Феномен социальных потрясений» // Вестник аналитики. — 2011. — № 2 (44). — С. 124—146.
- Идентичность в системе психологического знания // Психология и психотехника. — 2011. — № 7 (34). — С. 6-14.

## Награды
- Медаль ВДНХ — за лучший труд «Социальная среда и сознание личности»
- Золотая медаль Академии образования.